# Boomzebraspin
De boomzebraspin (Salticus cingulatus) is een spin uit de familie der springspinnen (Salticidae) die voorkomt in het Palearctisch gebied.
Het vrouwtje wordt 5 tot 7 mm groot, het mannetje wordt 5 tot 6 mm. Salticus-soorten lijken erg veel op elkaar. Deze wordt onderscheiden van de andere soorten doordat bij deze op de zwarte basiskleur meer witte of grijze haren zitten. Het betrouwbaarste verschil zit in de genitaliën.